# Liste der Monuments historiques in La Rothière
Die Liste der Monuments historiques in La Rothière führt die Monuments historiques in der französischen Gemeinde La Rothière auf.

## Liste der Immobilien
| Bezeichnung                        | Beschreibung                                                            | Standort                                                      | Kennzeichnung | Schutzstatus | Datum | Bild |
| ---------------------------------- | ----------------------------------------------------------------------- | ------------------------------------------------------------- | ------------- | ------------ | ----- | ---- |
| Römerstraße Troyes–Naix-aux-Forges | Abschnitt der Via Agrippa, Anfang des ersten Jahrhunderts nach Christus | Rue haute und ihre nördliche und südliche Verlängerung (Lage) | PA00078209    | Inscrit      | 1982  |      |

## Liste der Objekte
| Bezeichnung                      | Beschreibung                                                            | Standort                                   | Kennzeichnung | Schutzstatus | Datum | Bild |
| -------------------------------- | ----------------------------------------------------------------------- | ------------------------------------------ | ------------- | ------------ | ----- | ---- |
| Tabernakel                       | Holz, farbig gefasst und vergoldet, 17. Jahrhundert                     | in der Kirche Nativité-de-la-Vierge (Lage) | PM10004597    | Inscrit      | 1981  |      |
| Skulptur Madonna mit Kind        | Holz, 14. Jahrhundert                                                   | in der Kirche Nativité-de-la-Vierge (Lage) | PM10004599    | Inscrit      | 1982  |      |
| Kirchenfenster                   | aus dem 16. Jahrhundert                                                 | in der Kirche Nativité-de-la-Vierge (Lage) | PM10001796    | Classé       | 1913  |      |
| Gemälde Christi Geburt           | Ölfarbe auf Leinwand, 17. Jahrhundert                                   | in der Kirche Nativité-de-la-Vierge (Lage) | PM10004596    | Inscrit      | 1981  |      |
| Pietà                            | Kalkstein, 16. Jahrhundert                                              | in der Kirche Nativité-de-la-Vierge (Lage) | PM10001798    | Classé       | 1982  |      |
| Zwei Glocken                     | Bronze, 1550 und 1556 gegossen; Verbleib unbekannt                      | in der Kirche Nativité-de-la-Vierge (Lage) | PM10001797    | Classé       | 1913  |      |
| Kruzifix                         | Holz, farbig gefasst, 18. Jahrhundert                                   | in der Kirche Nativité-de-la-Vierge (Lage) | PM10004594    | Inscrit      | 1981  |      |
| Zwei Kaseln                      | Seide, bestickt, 19. Jahrhundert; eine von Eugénie de Montijo gestiftet | in der Kirche Nativité-de-la-Vierge (Lage) | PM10002996    | Classé       | 1982  |      |
| Gemälde Heiliger Nikolaus        | Ölfarbe auf Leinwand, 17. Jahrhundert                                   | in der Kirche Nativité-de-la-Vierge (Lage) | PM10004595    | Inscrit      | 1981  |      |
| Zwei Prozessionsstäbe            | Holz, farbig gefasst und vergoldet, zweite Hälfte des 19. Jahrhunderts  | in der Kirche Nativité-de-la-Vierge (Lage) | PM10004598    | Inscrit      | 1981  |      |
| Grabstein für Colin Le Pelletier | Kalkstein, bezeichnet 1339; vor 1935 verschwunden                       | in der Kirche Nativité-de-la-Vierge (Lage) | PM10001795    | Classé       | 1913  |      |